# Daniel Latussek
Daniel Latussek (* 1. Januar 1787 in Groß Wartenberg; † 17. August 1857 in Breslau) war Weihbischof und Kapitularvikar von Breslau.

## Werdegang
Nach dem Besuch des Breslauer Matthias-Gymnasiums studierte Daniel Latussek an der Universität Breslau Philosophie und Theologie. Am 21. September 1811 wurde er zum Priester geweiht. Anschließend war er als Kaplan in Schalkowitz, in Rosenberg, in Ellguth-Turawa und in Groß-Strehlitz sowie ab 1815 als Feldprediger in Frankreich tätig. 1818 wurde er Sekretär am Generalvikariat in Breslau, wo er ein Benefiziat an der Kurfürstlichen Kapelle erhielt. Von 1825 bis 1829 war er Pfarrer in Wansen, anschließend Direktor der Feuersozietät des Diözesanklerus.
Auf Wunsch König Wilhelms III. wurde Latussek 1831 Breslauer Domkapitular sowie Generalvikariats- und Konsistorialrat. Am 12. Februar 1838 ernannte ihn Papst Gregor XVI. zum Titularbischof von Diana und Weihbischof in Breslau. Die Bischofsweihe erfolgte am 25. Mai 1838 durch den Breslauer Bischof Leopold von Sedlnitzky, der ihn 1839 zum Domdechanten und Generalvikar ernannte.
Da Latussek in der Mischehenfrage gegenüber der preußischen Regierung die versöhnliche Haltung Sedlnitzkys einnahm, wurde er von der ultramontanen Seite angegriffen und verlor zudem nach Sedlnitzkys Resignation 1840 an Einfluss. Trotzdem wählte ihn das Domkapitel nach dem Tod von Fürstbischof Joseph Knauer 1844 zum Kapitularvikar. In diesem Amt setzte er in der Mischehenfrage den romtreuen Kurs des früheren Kapitularvikars Joseph Ignaz Ritter fort und ging gegen die Bewegung der Deutschkatholiken unter Johannes Ronge mit kirchlichen Strafen vor.
1845 wurde er von Bischof Melchior von Diepenbrock mit der administrativen Betreuung des österreichischen Bistumsanteil beauftragt, 1846 zum Dompropst und am 28. Juni 1847 erneut zum Generalvikar ernannt. Zudem war er 1849 während der Abwesenheit von Bischof Diepenbrock Diözesanadministrator. Nach dessen Tod ernannte ihn der neu gewählte Bischof Heinrich Förster erneut zum Generalvikar.

## Veröffentlichungen
- mit Dr. Ritter, Gärth, [Emanuel Joseph] Elsler, Dr. Förster, [Karl August Wilhelm] Baron von Plotho, [Joseph] Neukirch, Dr. Herber, Dr. Baltzer, [Joseph] Freiß, Dr. [Joseph] Sauer und [Aloys] Wache: Das Breslauer Domkapitel gegen den „Erlaß des evangelischen Oberkirchenraths [Hahn] vom 29. Juli 1852“. G. Ph. Aderholz, Breslau 1852.[1]